# Давидова Анастасія Семенівна
Анастасія Семенівна Давидова (рос. Анастасия Семеновна Давыдова, 2 лютого 1983) — російська спортсменка, спеціалістка з синхронного плавання, олімпійська чемпіонка.

## Виступи на Олімпіадах
| Олімпіада   | Дисципліна | Місце |
| ----------- | ---------- | ----- |
| Афіни 2004  | дует       | 1     |
| Афіни 2004  | командні   | 1     |
| Пекін 2008  | дует       | 1     |
| Пекін 2008  | командні   | 1     |
| Лондон 2012 | командні   | 1     |